# Serapione di Catania
San Serapione di Catania (Catania, ... – Catania, 12 settembre 304) fu un martire che svolse il suo episcopato al tempo di sant'Euplio e che, come lui, subì il martirio in Catania un mese dopo il diacono,  il 12 settembre del 304 insieme ad altri 13 cristiani catanesi tra cui San Magno e San Secondino.